# Nowy Wiączemin
Nowy Wiączemin (prononciation : [ˈnɔvɨ vjɔnˈt͡ʂɛmin]) est un village polonais de la Słubice dans le powiat de Płock de la voïvodie de Mazovie dans le centre-est de la Pologne.

## Histoire
De 1975 à 1998, le village appartenait administrativement à la voïvodie de Płock.